# رابرت کواچ
رابرت کواچ (کرواتی: Robert Kovač؛ زاده ۶ آوریل ۱۹۷۴) بازیکن فوتبال بازنشسته اهل کرواسی است. وی در تیم ملی فوتبال کرواسی در نقش مدافع بازی می‌کرد. رابرت برادر کوچکتر نیکو کواچ است. او و برادرش نیکو در شهر برلین و از یک خانوادهٔ مهاجر کروات از لیونو به دنیا آمد.

## فعالیت‌های باشگاهی

### تیم‌های ابتدایی
کواچ فوتبالش را با باشگاه‌های فوتبال جوانان راپید ودینگ و هرتا زلندورف آغاز کرد و اولین مسابقهٔ بوندسلیگایی‌اش را با تیم نورنبرگ در سال ۱۹۹۵ آغاز کرد. کواچ در ۳۳ بازی‌ای که برای نورنبرگ انجام داد توجه باشگاه‌های بسیاری از بوندسلیگا را به خود جلب کرد و در انتهای فصل ۱۹۹۵–۱۹۹۶ به باشگاه بایر لورکوزن پیوست.

### بایر لورکوزن
او پنج فصل بعدی را در تیم بایر لورکوزن بدون هیج موفقیت قابل‌توجهی گذراند و در این ۵ جامی را دریافت نکرد. اگرچه آنها توانستند در این سه فصل سه بار مقام دومی بوندسلیگا را به دست بیاورند.

### بایرن مونیخ
کواچ پس از اتمام قراردادش با لورکوزن به بایرن مونیخ، قهرمانان لیگ قهرمانان اروپا سال ۲۰۰۰–۲۰۰۱ پیوست و در چهار فصلی که در بایرن مونیخ سپری کرد، موفق به دریافت ۲ عنوان بوندسلیگا، ۲ جام حذفی آلمان و ۱ عنوان جام بین قاره‌ای شد.

### یوونتوس
در پانزدهم ژوئیه ۲۰۰۵ بود که کواچ با باشگاه یوونتوس ایتالیا قرارداد بست. وی از معدود افرادی (از تیم اصلی یوونتوس) بود که در طول سقوط آنها به سری بی با تیم ماند و برای بازگشت به سری آ جنگید. او در طول ۳۵ مسابقه‌ای که برای یوونتوس به میدان رفت، ۱ گل به ثمر رساند و پس از آن به آلمان بازگشت و این‌بار پیراهن بروسیا دورتموند را به تن کرد.

### بروسیا دورتموند
در اولین روز اوت ۲۰۰۷، کواچ در کنار ملادن پتریچ (که دو ماه پیش با باشگاه بروسیا دورتموند قرارداد امضا کرده بود) به این باشگاه پیوست. بازگشت وی به بوندسلیگا موفقیت‌آمیز نبود و به‌همین دلیل در نقل‌وانتقالات زمستانی سال ۲۰۰۸–۲۰۰۹ به باشگاه فوتبال دینامو زاگرب فروخته‌شد.

### دینامو زاگرب
او در ۲۹ ژانویه ۲۰۰۹ با امضای قراردادی ۱ ساله و نیم به قهرمانان لیگ کرواسی پیوست. دینامو زاگرب پیش از این‌ها در تابستان ۲۰۰۷ اقدام به خرید رابرت کواچ کرده بود ولی تلاش آنها بی‌نتیجه ماند. او در اولین فصل حضور خود در کرواسی ۱۲ مسابقه در لیگ و ۲ مسابقه در جام حذفی این کشور انجام داد و فصل ۲۰۰۹–۲۰۱۰ را با مصدومیت پشت سر گذاشت و تمامی مسابقه دینامو زاگرب در ماه‌های ژوئیه و اوت آن سال را از دست داد ولی در ماه سپتامبر به میادین بازگشت. کواچ آن فصل را نیز با ۲۲ مسابقه در تمامی رقابت‌ها پشت سر گذاشت و در یکم ژوئن ۲۰۱۰ رسماً اعلام کرد که از دنیای فوتبال خداحافظی می‌کند.

## فعالیت‌های ملی
کواچ در جام جهانی فوتبال ۲۰۰۲ و ۲۰۰۶ به‌همراه تیم ملی فوتبال کرواسی حضور یافت. در جام جهانی ۲۰۰۶، او به خوبی در پست دفاع بازی کرد ولی وقتی دومین کار زرد خود را در مقابل ژاپن دریافت کرد، جواز حضور در سومین و آخرین بازی گروهی یعنی مسابقه مقابل استرالیا را از دست داد. کرواسی بدون کواچ در خط میانی ضعف بسیاری را متحمل شد و جایگزین او در دفاع یعنی توماس، در طول مسابقه مرتکب خطای هند شد و یک گل به استرالیایی‌ها تقدیم کرد. آنها در انتهای آن بازی ۲–۲ مساوی شدند ولی این کروات‌ها بودند که از جام جهانی کنار رفتند. او هم‌چنین در جام ملت‌های اروپا ۲۰۰۴ و جام ملت‌های اروپا ۲۰۰۸ با پیراهن تیم ملی کشورش به میدان رفت.
کواچ در لورکوزن، بایرن مونیخ و تیم ملی کرواسی هم‌بازی برادرش نیکو بود. او در سال ۲۰۰۹ پس از خداحافظی برادرش از فوتبال در سال ۲۰۰۸ با مستطیل سبز وداع کرد.

## فعالیت‌های مربیگری
در ۲۱ ژانویه ۲۰۱۳، ایگور اشتیماتس، سرمربی وقت تیم ملی فوتبال کرواسی اعلام کرد که کواچ در کنار برادرش نیکو سرمربیگری تیم ملی فوتبال زیر ۲۱ سال کرواسی را برعهده گرفته‌است. او در طول این مدت دستیار برادرش بود. آنها در طول جام جهانی ۲۰۱۴ در تیم ملی کشورشان بعنوان سرمربی و دستیار مربی فعالیت می‌کردند.
در یکم ژوئیه ۲۰۱۸ نیکو کواچ با باشگاه فوتبال بایرن مونیخ قرارداد بست و رابرت به‌همراه برادرش عازم باشگاه جدیدشان در مونیخ شدند.

## افتخارات
بایرن مونیخ
- بوندس‌لیگا: ۲۰۰۲–۰۳، ۲۰۰۴–۰۵
- جام حذفی فوتبال آلمان: ۲۰۰۲–۰۳، ۲۰۰۴–۰۵
- جام بین قاره‌ای: ۲۰۰۱

یوونتوس
- سری بی: ۲۰۰۶–۰۷

دینامو زاگرب
- لیگ فوتبال کرواسی: ۲۰۰۸–۰۹
- جام کرواسی: ۲۰۰۸–۰۹